# Trosa socken
Trosa socken i Södermanland ingick i Hölebo härad, uppgick 2916 i Trosa-Vagnhärads socken och området är sedan 1992 en del av Trosa kommun, från 2016 inom Trosa-Vagnhärads distrikt.
Socknens areal är 51,40 kvadratkilometer. År 1919 fanns här 928 invånare. Tureholms slott, Stensund samt sockenkyrkan Trosa lands kyrka vid den tidigare platsen för Trosa stad ligger i socknen.  

## Administrativ historik
Trosa socken har medeltida ursprung. 
Vid kommunreformen 1862 övergick socknens ansvar för de kyrkliga frågorna till Trosa landsförsamling och för de borgerliga frågorna till Trosa landskommun. Landskommunen uppgick 1926 i Trosa-Vagnhärads landskommun som 1952 gick upp i Vagnhärads landskommun. Denna uppgick 1974 i Nyköpings kommun men bröts ut 1992 till Trosa kommun. Församlingen uppgick samtidigt som landskommunen 1926 i Trosa-Vagnhärads församling som 2010 uppgick i Trosa församling.
1 januari 2016 inrättades distriktet Trosa-Vagnhärad, med samma omfattning som Trosa-Vagnhärads församling hade 1999/2000 och fick 1926, och vari detta sockenområde ingår.
Socknen har tillhört län, fögderier, tingslag och domsagor enligt vad som beskrivs i artikeln Hölebo härad. De indelta soldaterna tillhörde Livregementets grenadjärer, Södermanlands kompani. De indelta båtsmännen tillhörde Andra Södermanlands båtsmanskompani.

## Geografi

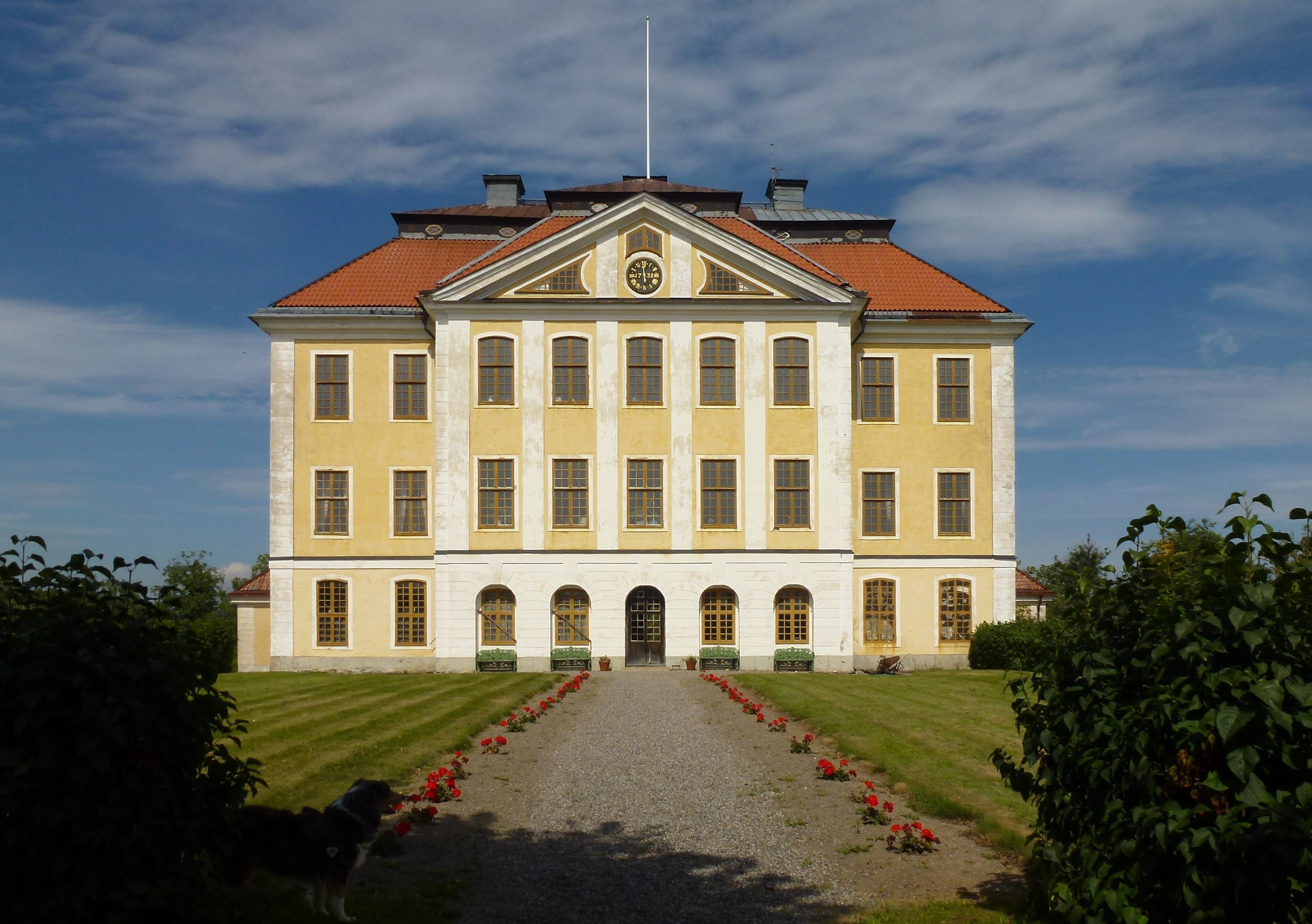
Tureholms slott.

Trosa socken ligger närmast omkring Trosa kring Trosaån med skärgård i söder. Socknen är kuperad skogsbygd med odlingsbygd vid ån.

## Fornlämningar
Fynd från stenåldern är funna liksom gravfält från järnåldern. Fyra runristningar är kända.

## Namnet
Namnet (1313 Troso) kommer från kyrkbyn (den tidigare platsen för staden) som i sin tur taget namnet från ån, vars namntolkning är oklar.